# 丹麥的路易絲 (1726-1756)
丹麥的路易絲（丹麥語：Louise af Danmark，1726年10月19日—1756年8月8日），薩克森-希爾德布格豪森公爵夫人，丹麥國王克里斯蒂安六世的女兒。
1749年，路易絲與薩克森-希爾德布格豪森公爵恩斯特·腓特烈三世結婚。路易絲於1755年誕下兩人的女兒，但出生後不久就夭折了。路易絲於隔年去世。